# Etil isopropil cetona
La etil isopropil cetona (2-metil-3-pentanona) es una cetona alifática que se utiliza como reactivo en química orgánica y como disolvente. La 2-metil-3-pentanona se encuentra de forma natural en el aceite esencial de Pelargonium graveolens y en el estilo y estigma del maíz.
Su análogo totalmente fluorado se conoce como Novec 1230 y se utiliza en la extinción de incendios por gases.